# Benediction
Benediction — британская дэт-метал-группа из Бирмингема, основаная в 1989 году. Основными темами группы являются социальные проблемы и религия.

## История
Benediction основан в феврале 1989 года в Бирмингеме Полом Адамсом, Питером Рью (в альбоме Subconscious Terror он значится как Peter Rewinski), Дарреном Бруксом и Марком Гринуэем. В 1989 году было выпущено демо The Dreams You Dread. Демо заинтересовало Nuclear Blast Records, с которым в 1989 году был заключён контракт. Первый альбом Subconscious Terror был выпущен в 1990 году. В том же году Марк Гринуэй ушёл из Benediction и присоединился к Napalm Death. Дебютный альбом был хорошо принят слушателями, и в скором времени к группе присоединился новый вокалист Дэйв Ингрэм. В 1991 году группа выступала в турах вместе с Bolt Thrower и Nocturnus.
После завершения работы над вторым альбомом The Grand Leveller в 1991 году Benediction получили мировую известность. После завершения европейского турне с Massacra группа отправилась в тур с Dismember. После этого турне из группы ушёл Пол Адамс. Группа вернулась в студию в декабре 1991 для записи нового EP Dark is the Season. И уже в январе 1992 группа вернулась в Европу с Asphyx и Bolt Thrower. Позднее в том же году к группе присоединился басист Фрэнк Хили.
В 1993 Benediction выпустили третий альбом Transcend the Rubicon. После выпуска альбома последовал «World Violation» тур с Cemetery и Atheist по Европе, США, Канаде и Израилю. После этого тура Ян Трейси покинул группу. Мини-альбом The Grotesque / Ashen Epitaph был записан с новым барабанщиком Нилом Хаттоном. В январе 1995 новым составом было отыграно 11 концертов. В это же время группа заканчивала запись четвёртого альбома The Dreams You Dread.
В 1998 году после выпуска альбома Grind Bastard группа провела тур по странам Восточной Европы. После этого тура из группы ушёл вокалист Дэйв Ингрэм. На его место взяли Дэйва Ханта. В октябре 2001 года был выпущен очередной альбом Benediction под названием Organised Chaos, в поддержку которого группа отыграла концерты в Европе. В период с 2002 по 2008 год в группе наступило затишье, которое завершилось выпуском альбома Killing Music в августе 2008 года.
В 2019 в группу возвращается Дэйв Ингрэм.
В 2020 записывают новый  альбом Scriptures.

## Состав

### Текущий состав
- Дэйв Ингрэм — вокал (1991—1998,2019- )
- Даррен Брукс — гитара (1989- )
- Питер Рью (Ревинский) — гитара (1989- )
- Дэн Бейт – басс (2018– )
- Gio Durst – ударные (2019– )

### Бывшие участники
- Марк Гринуэй — вокал (1989—1991)
- Пол Адамс — бас-гитара (1989—1991)
- Ян Трейси — ударные (1989—1993)
- Дэйв Хант – вокал (1998–2019)
- Пол Брукс — ударные (1994)
- Николас Баркер — ударные
- Фрэнк Хили — бас (1992-2017)
- Нейл Хаттон — ударные (1994—2005, 2007-–2013, 2019)

## Дискография

### Полноформатные альбомы
- Subconscious Terror (1990)
- The Grand Leveller (1991)
- Transcend the Rubicon (1993)
- The Dreams You Dread (1995)
- Grind Bastard (1998)
- Organised Chaos (2001)
- Killing Music (2008)
- Scriptures (2020)
- Ravage of Empires (2025)

### Мини-альбомы
- The Dreams You Dread (1989, демо)
- Dark is the Season (1992)
- The Grotesque / Ashen Epitaph (1994)

### Сплиты
- Blood, Pus & Gastric Juice / Confess All Goodness (1990, с Pungent Stench)
- Nuclear Blast Sample 4 way Split (1993, сплит)
- Loot, Shoot, Electrocute / The Temple of Set (2001, сплит с Pungent Stench)

### Синглы
- «Experimental Stage» (1992, сингл)
- «Return to the Eve» (1992, сингл)
- «Wrong Side of the Grave» (1993, сингл)